# Otrado-Olginskoje
Otrado-Olginskoje (ros. Отрадо-Ольгинское) – wieś w Rosji, w Kraju Krasnodarskim, w rejonie gulkiewickim. W 2010 liczyła 3554 mieszkańców.